# والری کریونتسوف
والری کریونتسوف (اوکراینی: Валерій Сергійович Кривенцов؛ زادهٔ ۳۰ ژوئیهٔ ۱۹۷۳) بازیکن فوتبال اهل اوکراین است.
از باشگاه‌هایی که در آن بازی کرده‌است می‌توان به باشگاه فوتبال متالورگ زاپروژیا، باشگاه فوتبال متالورگ-۲ دونتسک، باشگاه فوتبال آق‌تپه، باشگاه فوتبال متالورگ دونتسک، و باشگاه فوتبال شاختار دونتسک اشاره کرد.
وی همچنین در تیم‌های ملی فوتبال زیر ۲۱ سال اوکراین و اوکراین بازی کرده‌است.